# Saint-Quentin-les-Anges
Saint-Quentin-les-Anges – miejscowość i gmina we Francji, w regionie Kraj Loary, w departamencie Mayenne.
Według danych na rok 2010 gminę zamieszkiwały 403 osoby, a gęstość zaludnienia wynosiła 22 osoby/km².